# Panoven (Loksbergen)
De Panoven is een voormalige dakpannenfabriek te Loksbergen, gelegen aan Panovenstraat 45.
De eigenlijke naam was Pannenfabriek Jorissen en werd gesticht in 1877. Voordien, zeker vanaf de 15e eeuw, was Loksbergen ook al bekend om zijn kleiproducten, zoals tichels.
De Pannenfabriek was de enige dakpannenfabriek in het westen van Belgisch Limburg. In het nabijgelegen Schulen werden ook dakpannen geproduceerd, maar dat gebeurde in eenvoudige panovens. Ook op het terrein van de Pannenfabriek werden tichels uit veldovens gevonden, wat wijst op een voorgeschiedenis van de fabriek.
In 1920 werd de fabriek gemechaniseerd, en kwam er een stoommachine. In 1939 werd deze machine vervangen door twee elektromotoren. Later ging men afvoer- en rioolbuizen produceren, maar in 1954 stopte de productie nadat een misbaksel in de oven bleef liggen. Op dat moment werkten er 5 mensen.
De verlaten fabriek werd meer dan 20 jaar lang als stortplaats gebruikt. In 1996 werd het gebouw beschermd en volgde restauratie van een deel van het complex, waaronder de ovens. Ook de overige fabriek bleef bewaard, inclusief de inventaris, waaronder motoren, overbrengings- en transportsystemen en strengpersen. Ook de fabrieksschoorsteen is nog aanwezig.
Vanaf 2009 kregen de gebouwen en het domein van de fabriek van de stad Halen een nieuwe bestemming. Er werd een cafetaria voorzien en een plaats voor de buitenschoolse kinderopvang. Op het domein werd een Finse piste aangelegd. Ook de plaatselijke jeugdbeweging Chiro Loksbergen kreeg er nieuwe lokalen. Ook kwam er een visvijver, een skatepark en een speeltuin.

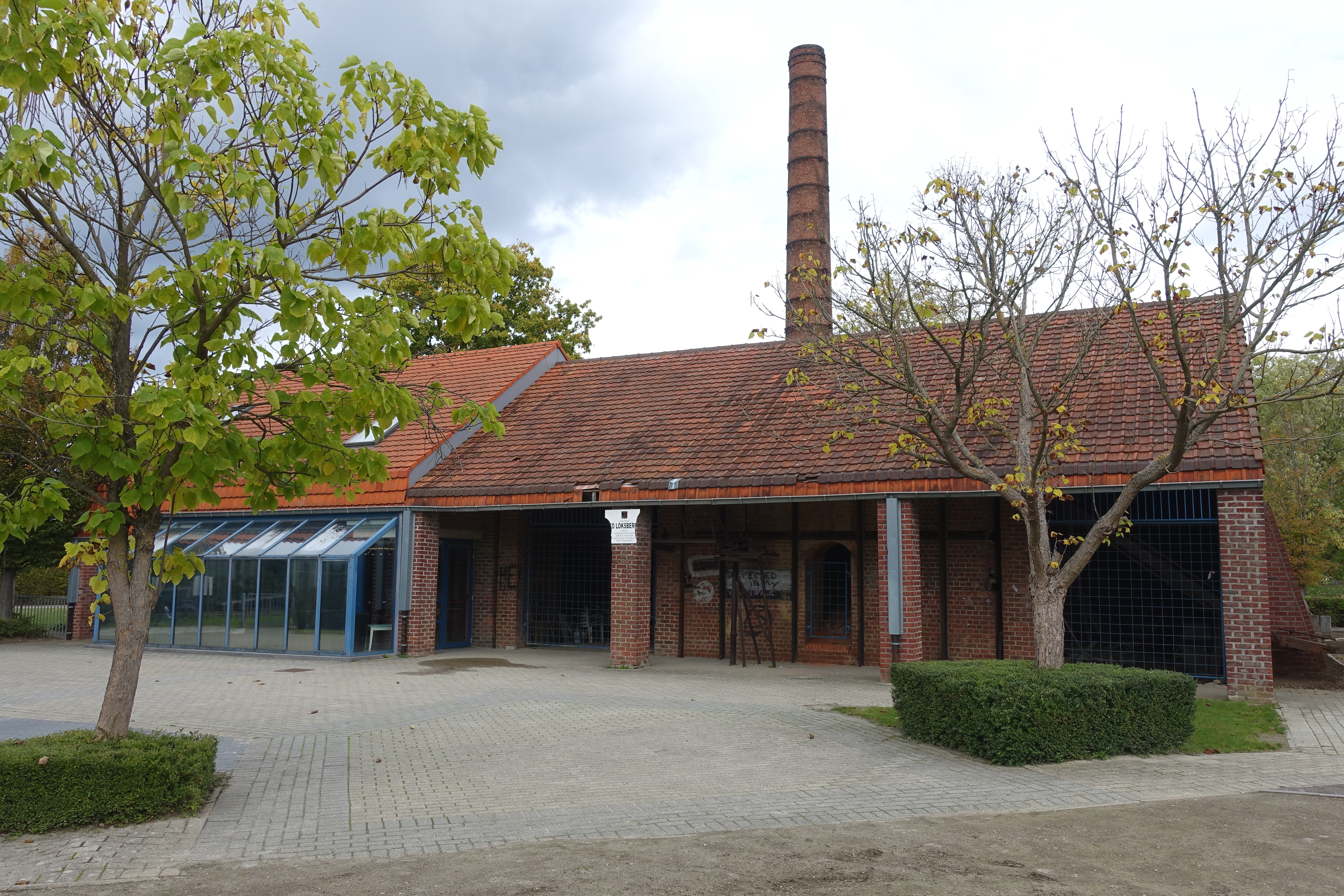
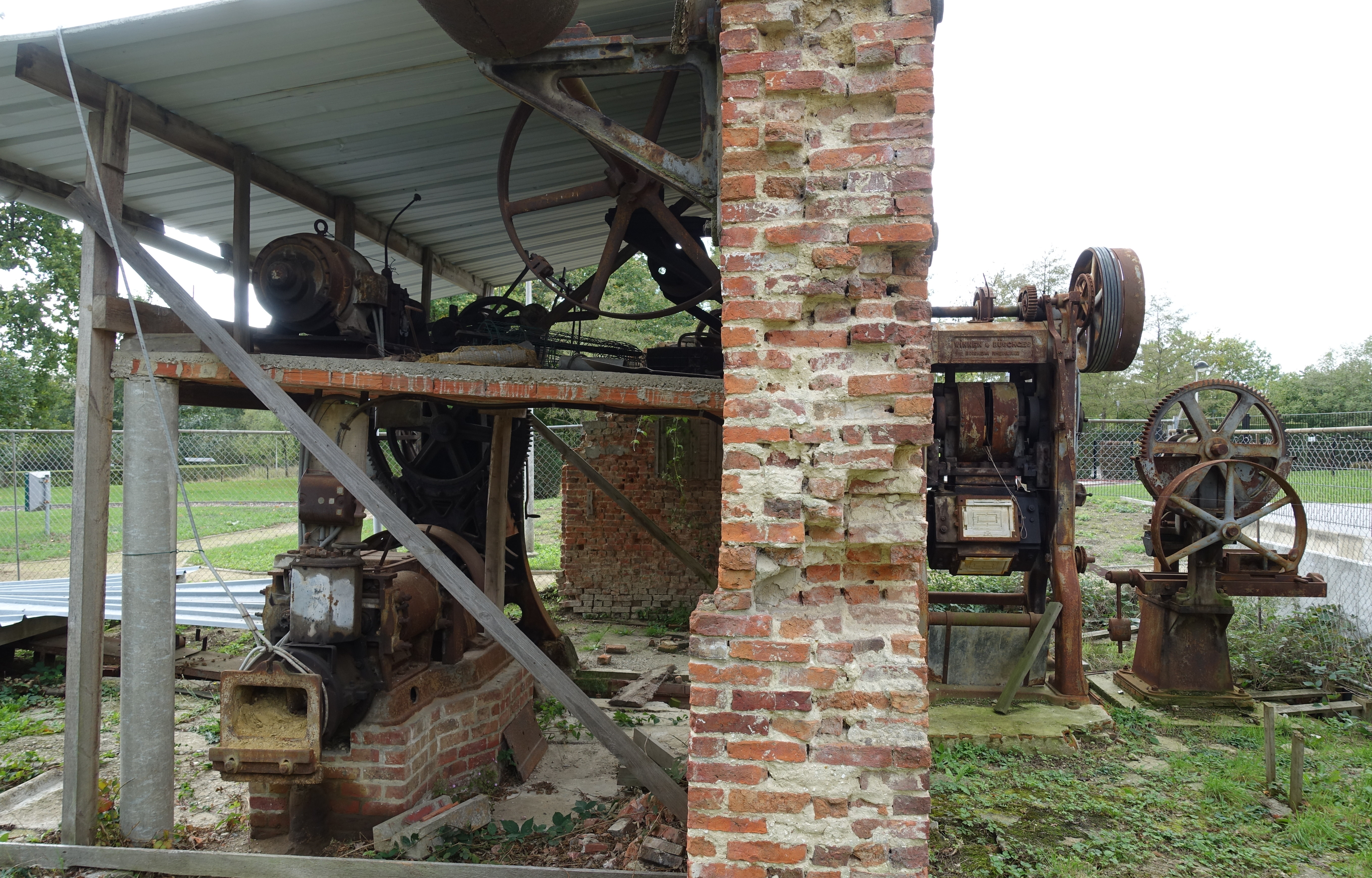